# Uropachylus itatiaia
Uropachylus itatiaia is een hooiwagen uit de familie Gonyleptidae.